# 小小作品
小小作品（シャオシャオさくひん）は、中国で製作されたFlashのシリーズ。いわゆる「Flash黎明期」に大流行した。

## 概要
「小小（Xiao Xiao）」こと朱志強が少年時代の1989年より制作していたアニメーションシリーズが元になっており、2000年4月に第1作目の「独孤求敗」がインターネット上にアップロードされた。第1作目だけはAVI形式で発表されたが（その後Flashに移植された）、他は全てFlash形式で発表された。
当時はちょうど世界的にFlashの爆発的ブームが起こる時期であり、2001年頃より小小シリーズも世界的に爆発的に流行したため、小小は「Flashの第一人者」と呼ばれるようになる。2000年から2003年にかけて全9作品が制作されたが、小小は家庭の事情のためにネット動画師を引退した。
2003年から2008年までに、外伝が3作制作された。
小小はその後ゲーム会社に就職し、ゲームクリエーターになった。

## 内容
極端に簡略化された棒人間同士でブルース・リーやジャッキー・チェンに代表されるカンフーアクションを繰り広げるアニメーション。ところどころに映画「マトリックス」を連想させるようなスローモーションの演出がある。
棒切れ、ナイフ、小銃などといった武器を使って戦うものもある。
棒人間とはいえ、流血などの表現は非常にリアルに描かれている。
同じ棒人間を使ったアニメ(GIFアニメ等)も小小作品と呼ばれる事があるが、これは誤用である。
小小はあくまでも中国で作られたフラッシュ作品なのでGIFアニメ等とはまったく関係がない。